# Dyjákovice
Dyjákovice är en ort i Tjeckien.   Den ligger i regionen Södra Mähren, i den sydöstra delen av landet, 200 km sydost om huvudstaden Prag. Dyjákovice ligger 190 meter över havet och antalet invånare är 836.
Terrängen runt Dyjákovice är platt. Runt Dyjákovice är det ganska tätbefolkat, med 54 invånare per kvadratkilometer. Närmaste större samhälle är Hrušovany nad Jevišovkou, 9,8 km nordost om Dyjákovice. Trakten runt Dyjákovice består till största delen av jordbruksmark.